# Nacionalno puščano udruženje
Nacionalno puščano udruženje (eng. National Rifle Association of America, NRA) je američka neprofitna organizacija vrste 501(c) (4) čija misija je "štititi i braniti Ustav SAD...", posebno pravo držanja i nošenja oružja, koji jamči slobodnu trgovinu oružjem po SAD. Osnovano je 17. studenoga 1871. godine. Članove je informirala o svim zakonskim aktima u svezi s vatrenim oružjem od 1934. godine. Izravno je lobirala za odnosno prtiv zakonskih mjera iz 1975. godine. Geslo NRA je "prigrli slobodu". Izreke kojima opravdavaju zagovaranje nošenja oružja su "Nema smisla ograničavati pravo na oružje, jer će zločinci uvijek nekako doći do oružja" i "kad bi svi posjedovali oružje, onda bi se napadnuti mogli obraniti od zločinaca. Stožer udruženja je u Fairfaxu u Virginiji.
Osnovana je radi poboljšanja gađanja iz oružja. Prvo je bila organizacija ljubitelja lova i oružja i nije imala političke ambicije. Suvremeni NRA nastavlja podučavati u radu s oružjem, podobnosti i sigurnosti u rukovanju oružjem. Podučava u različitim programima civile, zakonske snage, mladež i odrasle. Izdaje nekoliko časopisa i pokroviteljica je strijeljačkih natjecanja. Its membership surpassed 5 million in May 2013. NRA usmjerava američku narodnu strast prema vatrenom oružju u vrlo profitabilan biznis. Danas ima preko četiri milijuna članova, a među poznatima članovima bili bili su filmski glumac Charlton Heston koji je pet godina do 2003. bio predsjednik Nacionalnog puščanog udruženja, a danas je član Upravnog odbora i glasnogovornik filmski glumac Tom Selleck.
Promatrači i zakonotvorci smatraju NRA jednom od tri najutjecajnije lobističke skupine u Washingtonu, osobito u Kongresu i zahvaljujući Nacionalnom puščanom udruženju mnogi zastupnici došli su do mandata. 70-ih godina 20. stoljeća postala je lobi industrije oružja i smatra se da to dvoje stoji na putu strožoj kontroli naoružanja. Tijekom povijesti organizacija je utjecala na zakonodavstvo, sudjelovala ili inicirala tužbe, podupirala ili suprotstavljala se različitim kandidatima. Prvi put kad je poduprla jednog predsjedničkog kandidata bilo je 1980. kad su podržali kandidata Republikanske stranke Ronalda Reagana. Danas najviše novaca troši u političkim kampanjama. 
NRA ima četiri podružnice: Fond obrane građanskih prava NRA, NRA Foundation Inc., NRA Special Contribution Fund i Zaklada NRA akcije za slobodu. NRA je također podružnica Instituta za zakonodavnu akciju (NRA-ILA), njegova lobistička ruka, koja upravlja njegovim odborom za političku akciju (Political Victory Fund, PVF).